# 分かれ道のヘラクレス (カラッチ)
『分かれ道のヘラクレス』（わかれみちのヘラクレス、伊: Ercole al bivio、英: The Choice of Hercules）は、イタリアのバロック絵画の巨匠アンニーバレ・カラッチが1596年にキャンバス上に油彩で制作した絵画で、「ヘラクレスの選択」を主題としている。明快な左右対称の構図で表されているこの絵画は、単にヘラクレスの物語を絵解きしたものではなく、より現実的で、教訓的な意図をもって描かれた。作品は現在、ナポリのカポディモンテ美術館に所蔵されている。

## 背景

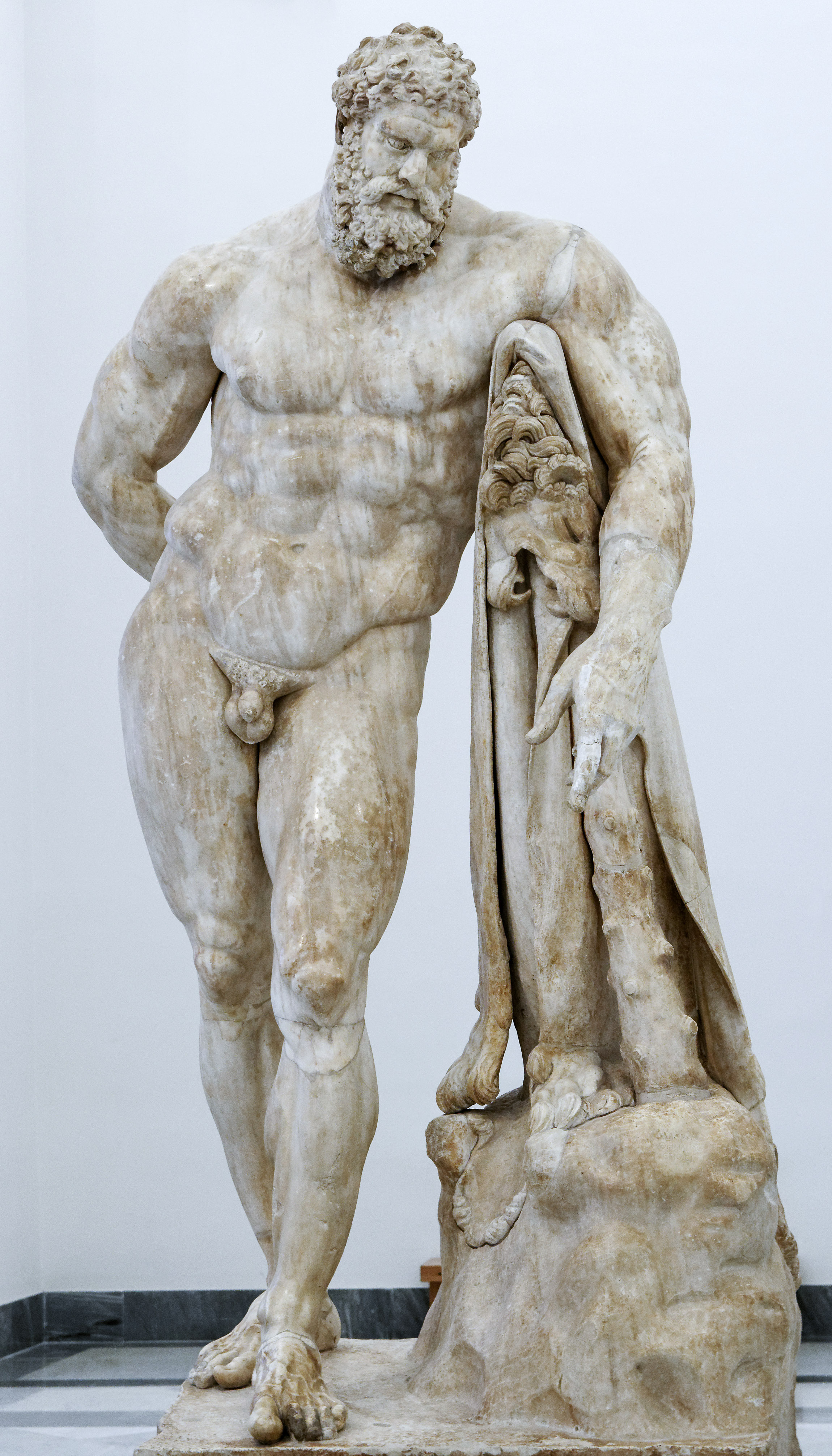
『ファルネーゼのヘラクレス』 ナポリ国立考古学博物館 (ナポリ)

1595年の終わり、または1596年初めからローマにいたアンニーバレは、枢機卿オドアルド・ファルネーゼからファルネーゼ宮殿内のカメリーノ (小部屋) の天井装飾のために本作を委嘱された。作品は、1662年にパルマのファルネーゼ家の居宅に移された。アンニーバレの傑作の1つとされているが、それは詩的な理想を均衡のうちに表わしているからである。図像的に、画家はミケランジェロのシスティーナ礼拝堂のフレスコ画、および『ファルネーゼのヘラクレス』 (ナポリ国立考古学博物館) や『ラオコーン像』 (ヴァチカン美術館) などの古代ローマの遺品と接触したことに影響を受けている。

## 作品
本作の主題である教訓的寓話「ヘラクレスの選択」は、ヘラクレス伝説に元来あるものではない。古代ギリシアのソフィスト (知識人) であるケオスのプロディコスの創作で、クセノポンの『ソクラテスの思い出』の中で語られている。
ヘラクレスは若いころに道を歩いていると、道が2つに分かれているところに来た。画面に表されているのは、人里離れた岩場で、筋骨たくましいヘラクレスが座って何やら考え込んでいる姿である。彼は自身のアトリビュート (人物を特定する事物) である棍棒を握り、行く道を決めかねて眉をしかめている。
彼の両隣には2人の女性がいる。向かって右側に立っている女性は「悪徳」の擬人像で、ヘラクレスを喜びと快楽の安楽な道に誘っている。彼女が纏う透明な衣の黄色は、快楽がすぐに藁のように乾燥して消えてゆくことを示す。彼女は半裸の姿で舞うように、花が咲く野原を指している。髪はきれいに結わえられているが、これは娼婦や「俗愛」の擬人像によく見られる髪形である。彼女の足元には、愛の象徴であるトランプ札、官能的な愛とその偽りを表す2つの仮面が置いてある。背後には休息と逸楽に招く森が広がり、酒を暗示するブドウの房も見える。
一方、左側の質素な身なりの女性は「美徳」の擬人像である。彼女は剣を持ち、纏っているマントの赤色と青色は神聖な価値を示す。彼女は石や岩でごつごつした地面に立っており、険しい道のある岩山の頂上を指している。それは、苦難を通して栄光につながる道である。頂上には、「名声」を表す有翼の馬ペガサスが見える。「美徳」の足元には、月桂樹の冠を戴いた詩人が横たわっている。彼はヘラクレスに書物を開き、善の道を選べば彼が永久に記憶されることを約束している。
ヘラクレスは一瞬の間、快楽の道に心惹かれるが、画面で彼はすでに「美徳」の方に目を向けている。彼は、やがて決然と思い直して、苦難と栄光の道を選択するのである。ヘラクレスの背後にはシュロの木があり、その葉と枝 (軍事的勝利と名声の象徴) からヘラクレスの将来の英雄的人生が示唆されている。
美術史家エルヴィン・パノフスキーの研究によれば、アンニーバレの創り出したこの作品の図像は以後この主題の規範的図像として普及し、18世紀まで様々な模作を生み出すことになった。そして、画中に登場する楽器や仮面といったモティーフも、この主題に不可欠な道具立てとして定着したようである。